# Synagoge (Bruttig)

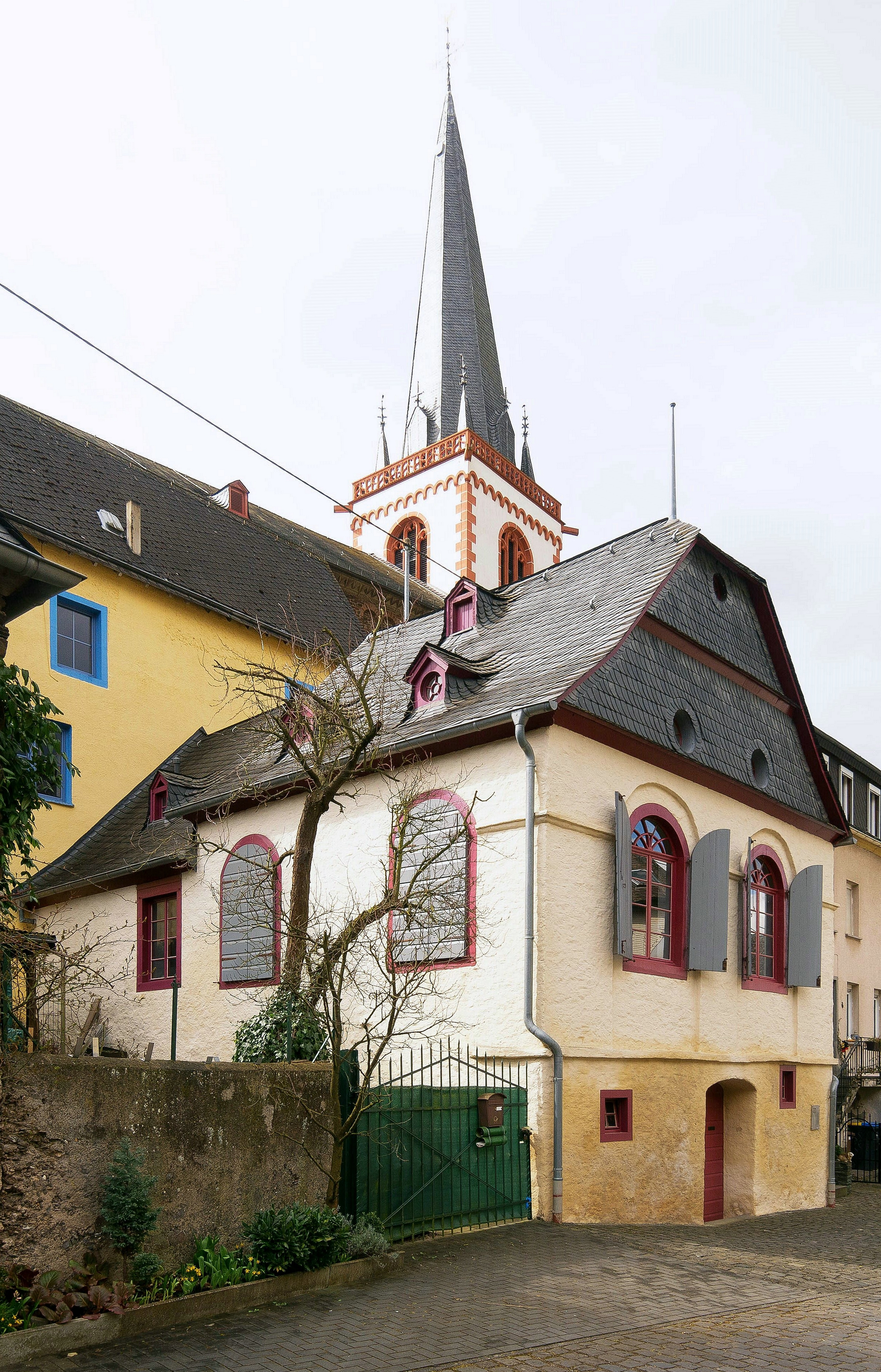
Ehemalige Synagoge unterhalb der katholischen Pfarrkirche St. Margaretha

Die Synagoge in Bruttig, einem Ortsteil der Ortsgemeinde Bruttig-Fankel im Landkreis Cochem-Zell in Rheinland-Pfalz, wurde 1835 errichtet. Die ehemalige Synagoge neben dem Haus Mühlenbachstraße 10 ist ein geschütztes Baudenkmal.

## Geschichte
Die Bruttiger Juden gehörten früher zur Gemeinde in Beilstein. Ihre Verstorbenen wurden auch auf dem dortigen Jüdischen Friedhof beigesetzt. Dies wurde auch beibehalten, als 1835 durch den Kreisbaumeister Carl Riemann die Synagoge unterhalb der katholischen Pfarrkirche St. Margaretha errichtet wurde. Das Gebäude ist ein schiefergedeckter Bruchsteinbau mit großen Rundbogenfenstern. Der verschieferte Fachwerkgiebel an der Straßenseite hat drei runde Fenster. Den Zeremonialraum schmückt eine Bogendecke. 
Als die Zahl der jüdischen Einwohner durch Aus- und Abwanderung stark zurückgegangen war (1858 etwa 50, 1925 22), wurde die Synagoge 1925 verkauft. Der neue Eigentümer nutzte sie als Holzlager und richtete im Untergeschoss einen Fasskeller ein. Im Zweiten Weltkrieg wurde das Gebäude durch eine Brandbombe teilweise beschädigt; der eigentliche Synagogenraum blieb jedoch unversehrt.

## Heutige Nutzung
Im Jahr 2003 wurden bei einer studentischen Bauaufnahme die Spuren der kultischen Nutzung dokumentiert. Im Keller wurde das rituelle Bad (Mikwe) wiederentdeckt, das bis 2005 ausgegraben wurde. Bei den Baumaßnahmen wurden auf dem Dachboden auch die Überreste einer Geniza entdeckt (ein Depot für nicht mehr benutzte liturgische Schriften).
Die profanierte Synagoge wurde von der Gemeinde Bruttig-Fankel erworben und umfassend restauriert. Das Gebäude wird für kulturelle Veranstaltungen genutzt.